# Будинок Серебрякова (Таганрог)
Будинок Серебрякова — будівля, що розташована на вулиці Петровській, 47 у місті Таганрозі в Росії. У другій половині XVIII століття будинок належав купцю першої гільдії Якову Михайловичу Серебрякову.

## Історія
Вірменський купець першої гільдії Яков Михайлович Серебряков був першим власником Таганрозького шкіряного заводу, який був заснований в 1853 році, а почав працювати в 1858 році. В 1865 році він побудував багатоквартирний прибутковий будинок по вулиці Петрівській. Будівля розміщувалась між провулками Українським та Тургенівським. Перший поверх великого будинку був відведений під магазини, в яких можна було придбати паризький одяг та взуття. В будинку була відкрита нотаріальна контора Ладохіна. Архітектурний стиль будівлі — російський класицизм.
12 квітня 1895 року місто Таганрог відвідав художник-мариніст Іван Костянтинович Айвазовський. Його приймали у будинку на Петровській, 47. Яков Михайлович Серебряков був активним громадським діячем і займався благодійністю. На тому місці, де зараз побудований будинок на вулиці Грецькій, 62, раніше розміщувалася вірмено-григоріанська церква Святого Якова. Купець спеціально придбав цю ділянку і спорудив на ній церкву, в якій почали проводитись богослужіння навесні 1906 року. Церква проіснувала кілька десятиліть і в 1930 році була знесена.
Після 1920 року будинок по вулиці Петровській, 47 перейшов у власність 9-ї стрілецької дивізії Червоної Армії. Потім його приміщення займала школа № 16. У XXI столітті в цій будівлі розташувався Таганрозький інститут управління та економіки.